# نمایش مخمری
نمایش مخمری ( به انگلیسی yeast display \yeast surface display) یک تکنیک مهندسی پروتئین است که از بیان پروتئین های نوترکیب که دربرگیرنده ی دیواره سلولی مخمر اند استفاده می کند برای مجزا کردن و  ساخت آنتی بادی ها . 
پروتئین مورد نظر با فیوز شدن به پروتئین Aga2p که بر روی سطح مخمر قرار دارد نمایش داده می شود . پروتئین Agap2  به صورت طبیعی توسط مخمر برای ارتباطات سلول-سلول در طول جفت گیری مورد استفاده قرار میگیرد . به عنوان مثال نمایش یک پروتئین  از طریق Aga2p  , پروتئین را از سطح سلول دور کرده  و همچنین باعث کاهش برهمکنش با دیگر مولکول ها بر روی دیواره سلولی مخمر میشود . استفاده از magnetic separation  و flow cytometry  در کانژوگاسیون با کتابخانه نمایشی فاژ , یک متد به شدت کارا , برای جداسازی لیگاندهای پروتئینی علیه تقریباً هر رسپتوری میباشد .